# Andrena baeriae
Andrena baeriae là một loài Hymenoptera trong họ Andrenidae. Loài này được Timberlake mô tả khoa học năm 1941.